# Diego Menchaca

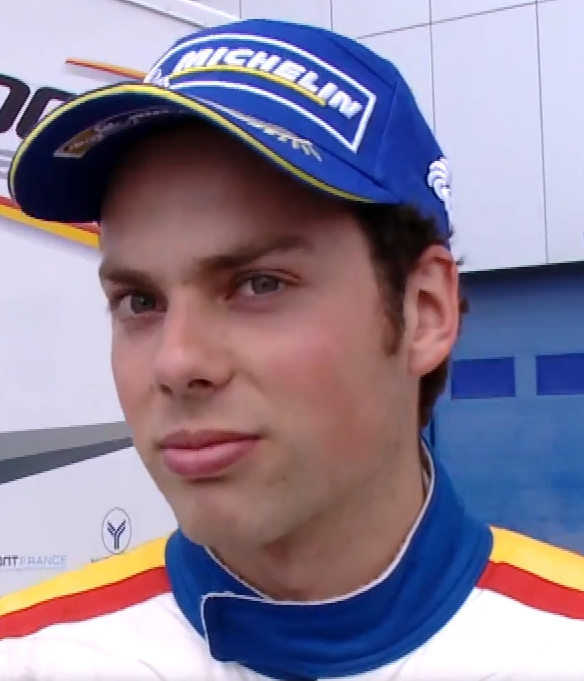
2015

Diego Menchaca González-Quintanilla (Mexico-Stad, 20 oktober 1994) is een Mexicaans autocoureur.

## Carrière

### Karting
Menchaca begon zijn autosportcarrière in het karting in 2006 en nam deel aan kampioenschappen in Mexico en de Verenigde Staten.

### LATAM Challenge
In 2011 maakte Menchaca de overstap naar het formuleracing, waarbij hij deelnam aan de Mexicaanse LATAM Challenge Series. Hij behaalde drie podiumplaatsen en eindigde zo als vierde in het kampioenschap met 132 punten.

### Formule Renault
In 2012 ging Menchaca in Europa racen, waarbij hij debuteerde in de Formule Renault BARC voor het team Fortec Motorsports. Met een zesde plaats op het Croft Circuit als beste resultaat eindigde hij als elfde in de eindstand met 130 punten.
In 2013 bleef Menchaca in hetzelfde kampioenschap rijden, waarvan de naam was veranderd in de Protyre Formule Renault, maar stapte hij over naar het team Jamun Racing Services. Deze keer was zijn beste resultaat een zevende plaats op het Thruxton Circuit en zakte, mede doordat hij in twee van de zeven raceweekenden niet deelnam, naar de achttiende plaats in het kampioenschap met 78 punten.

### Formule 4
In 2014 maakte Menchaca de overstap naar het BRDC Formule 4-kampioenschap en kwam hierin uit voor het team Douglas Motorsport. Na eerder in het seizoen al vijf keer op het podium te hebben gestaan, behaalde hij in het laatste raceweekend op het Snetterton Motor Racing Circuit zijn eerste overwinning in het kampioenschap. Mede hierdoor eindigde hij als zevende in het klassement met 327 punten.

### Formule 3
In 2015 maakte Menchaca zijn Formule 3-debuut in de Euroformula Open voor het team Campos Racing. In de laatste race van het seizoen op het Circuit de Barcelona-Catalunya stond hij met een tweede plaats voor het eerst op het podium in het kampioenschap. Mede hierdoor werd hij achtste in de eindstand met 94 punten.
In 2016 bleef Menchaca voor Campos Racing in de Euroformula Open rijden. Met vier podiumplaatsen eindigde hij achter Leonardo Pulcini, Ferdinand Habsburg en Colton Herta als vierde in het kampioenschap met 145 punten.

### World Series Formule V8 3.5
In 2017 maakte Menchaca de overstap naar de World Series Formule V8 3.5, waarin hij uitkwam voor het team Fortec Motorsports. Met uitzondering van één race wist hij in alle races punten te scoren, met een podiumplaats op het Circuit of the Americas als hoogtepunt. Met 94 punten eindigde hij op de negende plaats in het klassement in het laatste seizoen van het kampioenschap.

### GP3
In 2018 stapt Menchaca over naar de GP3 Series, waarin hij opnieuw voor Campos Racing gaat rijden.